# N620 (België)
De N620 is een gewestweg in de Belgische provincie Luik. De weg verbindt de N61 in Limburg met de N68 in Baelen. De lengte van de weg is ongeveer 9 kilometer.
De N620 loopt in zijn geheel door de vallei van de Vesder. In oostelijke richting (stroomopwaarts) vervolgt de N629 de route door de vallei.

## Plaatsen langs de N620
- Limburg (stad)
- Gulke
- Béthane
- Baelen